# امامعلی صابرزاده
امامعلی عبدالرحیم صابرزاده (به فارسی تاجیکی: Эмомалӣ Абдураҳим Собирзода) (زاده ۲۰ ژوئیهٔ ۱۹۷۲) یک رهبر نظامی تاجیکستان و رئیس فعلی ستاد کل نیروهای مسلح تاجیکستان است. 
وی از نوامبر ۲۰۱۵ که جایگزین سرلشکر ظریف بوبوکلونوف شد، به عنوان معاون اول وزیر دفاع تاجیکستان فعالیت می‌کند . اواخیراً بر توسعه روابط نظامی بین تاجیکستان، روسیه، آمریکا و ازبکستان نظارت داشت.

## زندگی‌نامه
امامعلی صابرزاده در ۲۹ تیر ۱۳۵۱ در شهر وحدت در خانواده ای کارگر کارگری به دنیا آمد. او حرفه نظامی خود را در سال ۱۹۹۲ آغاز کرد و بلافاصله در یگان‌های نظامی که در طول جنگ داخلی تاجیکستان اعزام شده بودند، خدمت کرد. او از مؤسسه نظامی (کالج نظامی در آن زمان) وزارت دفاع تاجیکستان و از دانشگاه دولتی کولوب در اواسط دهه ۱۹۹۰ فارغ‌التحصیل شد و سپس به روسیه رفت و در آنجا از ۱۹۹۹–۲۰۰۱ اقامت داشت. وی در فوریه ۲۰۱۰ به سمت فرماندهی نیروی زمینی تاجیکستان منصوب شد. وی به مدت ۵ سال در این سمت خدمت کرد تا اینکه در ۲۴ نوامبر ۲۰۱۵ توسط رئیس‌جمهور امامعلی رحمان و تأیید دولت، به عنوان رئیس ستاد کل ارتش منصوب  و جانشین سرلشکر ظریف بوبوکلونوف شد.